# جمجمة الفينيق

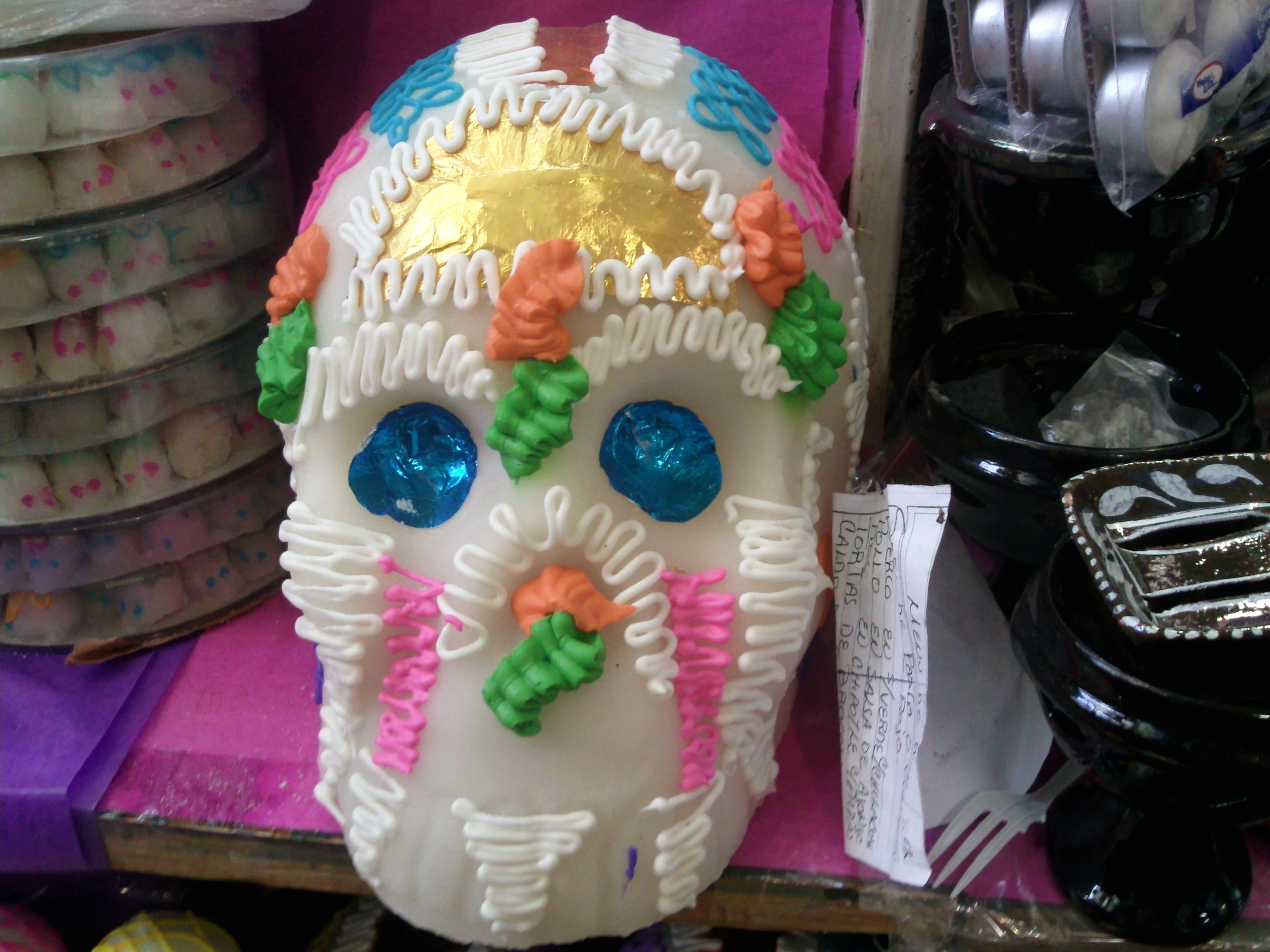
جمجمة عملاقة من السكر في سوق في كايوويكان، مكسيكو سيتي.

الجمجمة تمثل جمجمة بشرية مصنوعة من مواد حلوى أو غيرها من المواد الخام. ينطبق هذا المصطلح في الغالب على الجماجم الصالحة للأكل أو الزينة المصنوعة (عادة باليد) إما من السكر (المسمى: Alfeñiques) أو الطين الذي يستخدم في الاحتفال المكسيكي بيوم الموتى والعطلة الكاثوليكية الرومانية يوم النفوس. يمكن أن تشير "Calavera" أيضًا إلى أي تمثيل فني للجماجم، مثل الطباعة الحجرية لـ خوسيه جوادالوبي بوسادا. يتم إنشاء الأكثر شهرة على نطاق واسع مع قصب السكر وزينت بعناصر مثل رقائق ملونة، الجليد، والخرز، والريش.
الطرق التقليدية لإنتاجة قيد الاستخدام منذ عام 1630  يتم إنشاء الجماجم إما للأطفال أو كعروض يتم وضعها على مذابح تُعرف باسم «ديري دي مورتوس» التي لها جذور في احتفال الأزتك، والمايا، وتولتك الثقافي ليوم الموتى.

## الإنتاج
تستخدم طرق الإنتاج التقليدية منذ القرن الخامس عشر تقريبًا. تنطوي العملية على استخدام قوالب لطرح الكافيرا. يمكن أن يكون الإنتاج عملية طويلة: فعادة ما ينفق الحرفي ما يقرب من أربعة إلى ستة أشهر لإنتاج الجماجم لموسم واحد. تعتبر جماجم السكّر المصنوعة تقليديا من الفن الشعبي ولا يُقصد منها استهلاكها. 
تركز عملية الإنتاج أكثر على الجمالية الجمالية من الجمجمة أكثر من الذوق أو سلامة الغذاء للمنتج. علاوة على ذلك، تتميز العديد من أنواع الجماجم بزخارف غير صالحة للأكل، مثل الخرز والريش والرقائق. كانت بعض الجماجم مزينة سابقاً بقبعات، على الرغم من اختفاء هذه التصميمات في الغالب منذ السبعينيات.  ثم تباع عادة الكالإيراس في الأكشاك في السوق في الهواء الطلق تبدأ قبل أسبوعين من يوم الموتى.

## الجمجمة من الحلوى
الحلوى مصنوعة من قصب السكر، وغالبًا ما تكون قطعة واحدة وبدون تلوين (إلا أنه في بعض الأحيان تضيف القليل من الفانيليا)، ومزينة بخطوط حلوة أخرى مع صبغة الخضروات، وعادة ما تكون خضراء أو زرقاء أو صفراء أو حمراء. تحتوي أيضا على أوراق الألوان المعدنية اللامعة، والجبين عادة ما يحتوي على كتابة مع الحلوى الثانية المذكورة، واسم الشخص المحدد يكون عموما على قيد الحياة. بعض الناس يحتفظون بهذه الحلوى لبضعة أيام ثم يرمونها، والبعض الآخر يأكلها.

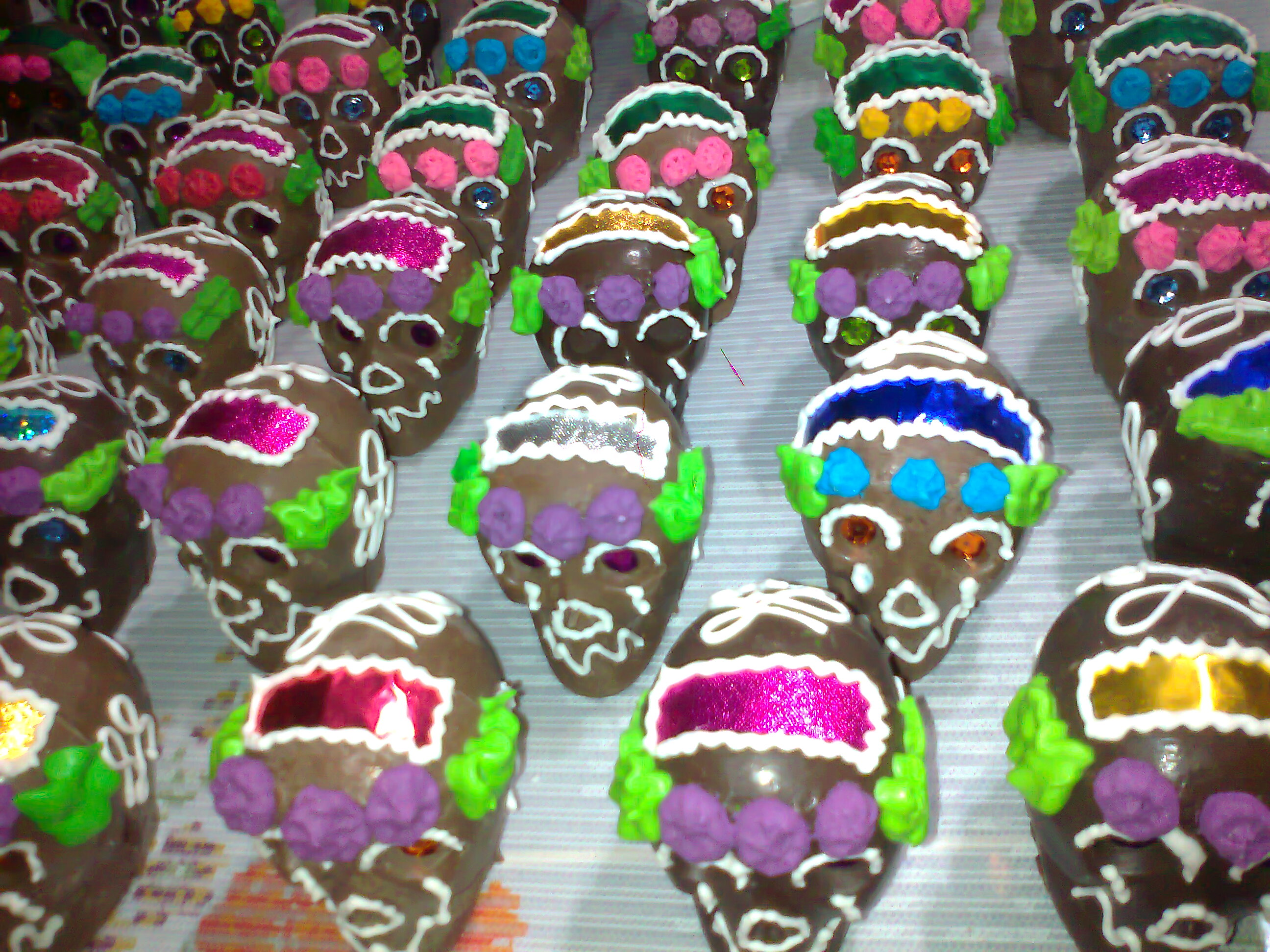

في الوقت الحالي، عادة ما يتم صنع هذا النوع من الحلوى باستخدام الشوكولاته أو بذور القطيفة والفاكهة المجففة بدلاً من المكونات المذكورة أعلاه.

## الجمجمة من الطين
هناك أيضا ألعاب صغيرة مصنوعة من الطين، والتي تشبه شكل جمجمة بشرية. تصنع هذه الأجزاء من جزأين من الوحل المقعر الذي يتشكيل في صورة مجوفة، بالإضافة إلى الجزء السفلي من أحد الأضلاع يقسمة جزء آخر، ثم يتم استخدامه كالفك السفلي للعبة.
في المنطقة السفلى (والتي هي بمثابة الفك) يتم تشكيل حفرة، وايضًا في الأعلى من المنطقة الجوفاء، حيث يتم إدخال الخيط. يتم ضم كل من الجزئين، بعد أن يتم خبزهما في الفرن، عن طريق شريط لاصق والعلامة الخيطية المسبق ذكرها، ويظهر الشكل لفتح وإغلاق الفك، مما ينتج صوتًا غريبًا عند القيام بذلك. وعادة ما تُلون هذه الألعاب بلون الفضة، على الرغم من أنها أيضا توجد عادة في الألوان مثل عيون الخرز الأبيض والأسود والأحمر، وأضاف أيضا من ألوان مختلفة. هذا التقليد يكمله شخص آخر، فالناس يشترون هذه الألعاب بانتظام بشكل منتظم بهدف منحهم لأحبائهم. هذه الجماجم الصغيرة، تم إنشاؤها في مدينة أواكساكا في المكسيك بسبب عرض يوم الموتى في المدينة المذكورة أعلاه، بحيث أن الأطفال يسألون لالكلابريتاس الذي يكون بالنسبة لهم مثل الصدقات الصغيرة للذهاب إلى شراء الشموع.

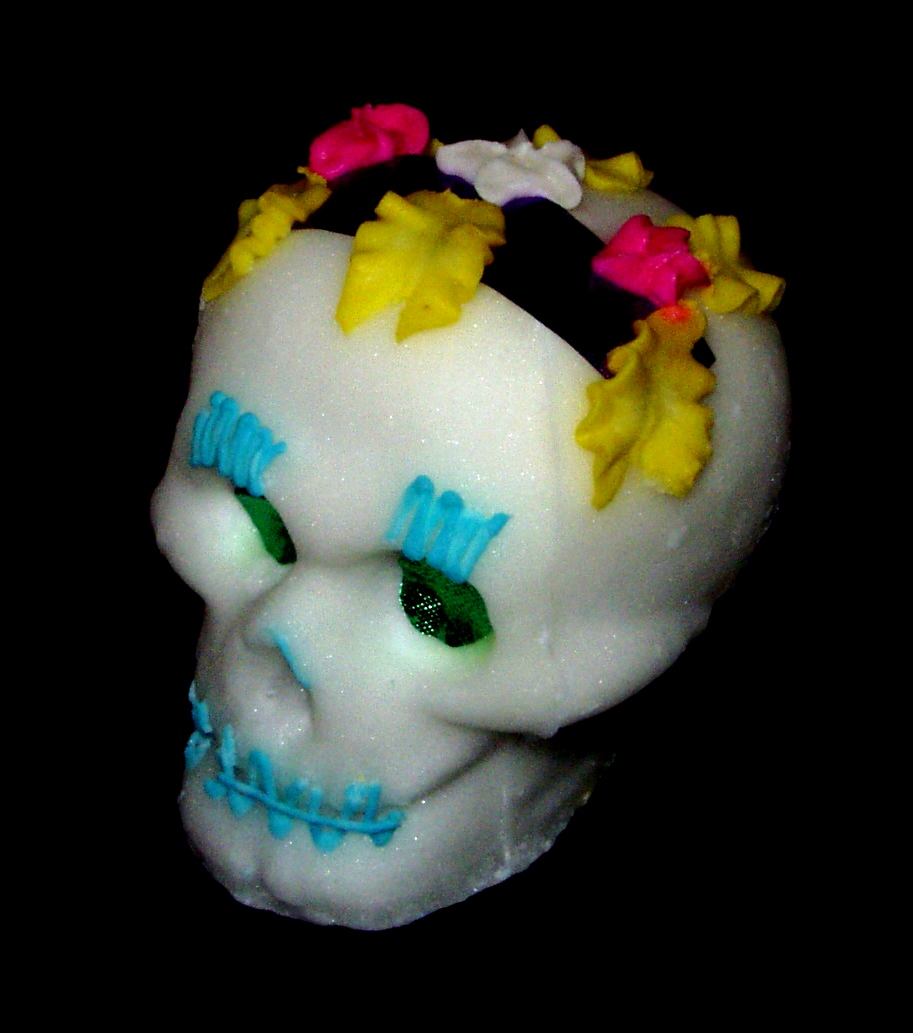

## التابوت
هناك أيضا نسخة أخرى، تتكون من تابوت من الورق المقوى مطلية باللون الأسود، مع هيكل عظمي طيني أبيض يمتد من الرأس إلى الفخذ، والباقي مطلى في أسفل التابوت أو يُصنع أيضًا من الطين ولكن في قطعة واحدة منفصلة من النصف العلوي، وهذا يتوقف في الجزء السفلي من الفخذ، مرتبطة أيضا بخيط يخرج في الجزء المربع الذي يحتوي على القدمين، بحيث عند سحب الخيط يرتفع النصف العلوي.

## الجمجمة الأدبية
ترجع الجماجم الأدبية إلى النصف الثاني من القرن التاسع عشر، عندما بدأوا في رسم ونشر رسومات لبعض الشخصيات الهامة والسياسيين في ذلك الوقت، الشخصيات التي تم تمثيلها كهيكل عظمي ولكن احتفظت بميزات جعلت من السهل التعرف عليها. بالإضافة إلى ذلك، احتوت هذه الرسومات على كتابات تحدثت عن سبب موت الشخصيات التي كرسوها، وكل ذلك عن طريق المزاح، وأدلى ببيان حول الطريقة التي يعيش بها الأفراد بالطريقة التي يفترض أنهم ماتوا بها، على سبيل المثال: إذا كانت المرأة جميلة جدًا أو غزلية، فيمكن للمرء أن يقول إن الموت أخذها لتقبيلها. ومع ذلك، هناك من يحاول أن يعطي هذا التقليد أصلًا من أصل إسباني، مجادلاً بأن نيزاهوالكويوتل نفسه قد خصص العديد من قصائده للموت، على الرغم من أن هذه الحجة تفتقر إلى أسس راسخة.
حاليا يتم تكريس الجماجم بين الأشخاص الذين ينتمون إلى نفس العائلة والشخصيات العامة والأصدقاء وحتى الزملاء في العمل أو المدرسة.
بنية الجماجم الأدبية متغيرة جدا، وعادة ما تكون مصنوعة في شكل أبيات تتناغم مع بعضها البعض. نجدها من رباعيات، حيث العبارة الثانية تناغم مع النهاية؛ في مناسبات أخرى، يكون البيت الأول هو الذي يتناغم مع النهاية، وما إلى ذلك، وقد تحتوي على عدد من المقاطع المرغوبة.

## المحرمات
يمكن النظر إلى هذه الرموز باعتبارها مسيئة أو حتى من المحرمات في الثقافات الأخرى، ولكن في المكسيك ينظر إليها على أنها طبيعية جدا. وكمثال على ذلك، يجب أن نتذكر أنه في أوروبا، أنتجت رمزية الموت نوعًا من الشعور بالخوف بين الناس (دون أن يكون بالضبط رهاب الموت)، في أعقاب وباء الطاعون الأسود الذي ابتليت به خلال القرن الرابع عشر.

## معرض الصور

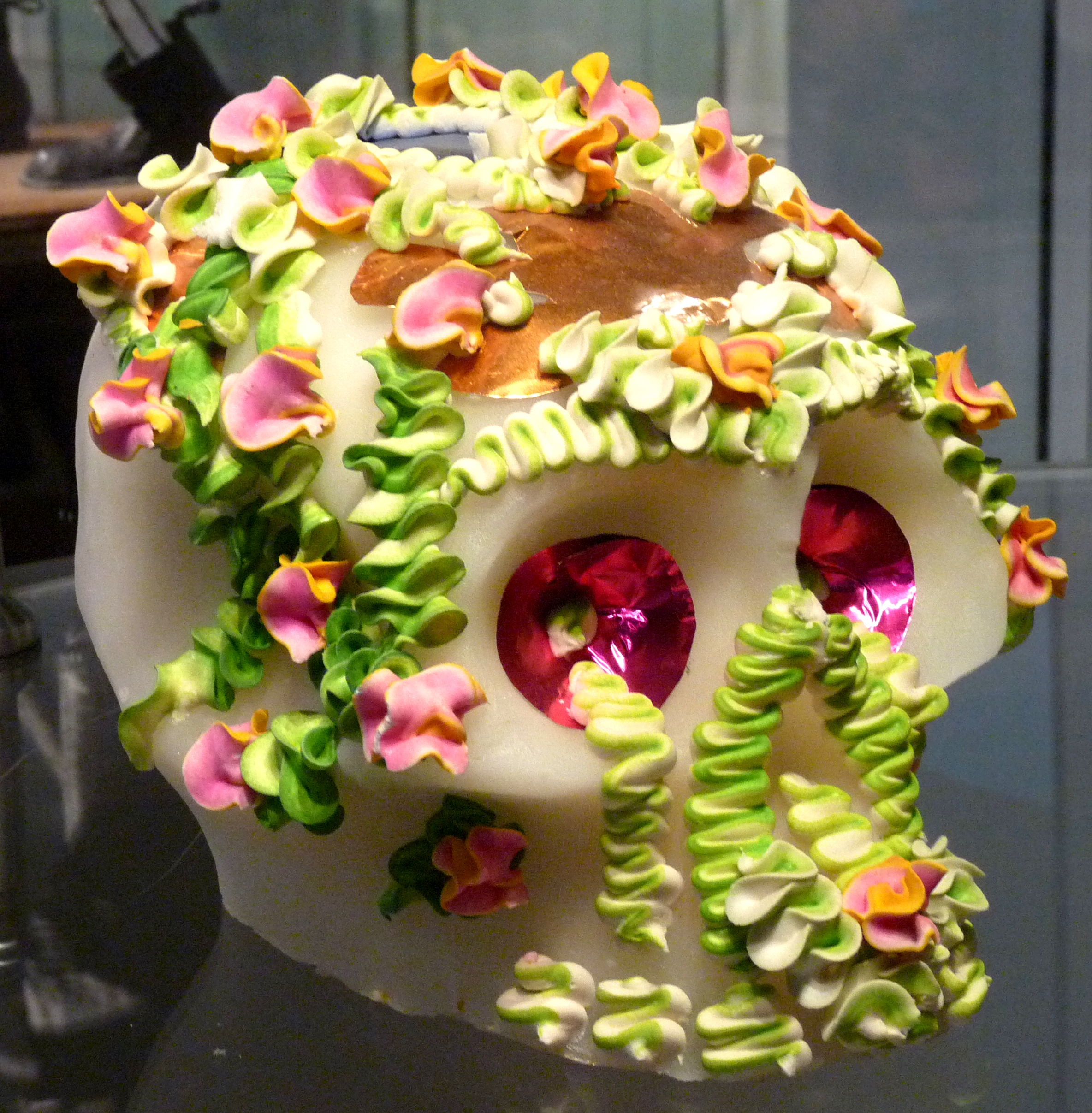
جمجمة من السكر (متحف الفن الشعبي في مكسيكو سيتي).
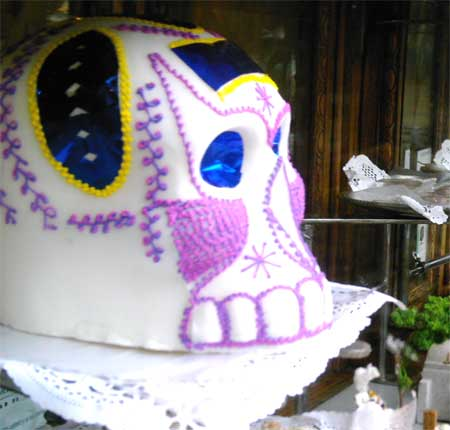
جمجمة من السكر، من يوم الموتى، وتستخدم في مذابح الموتى.
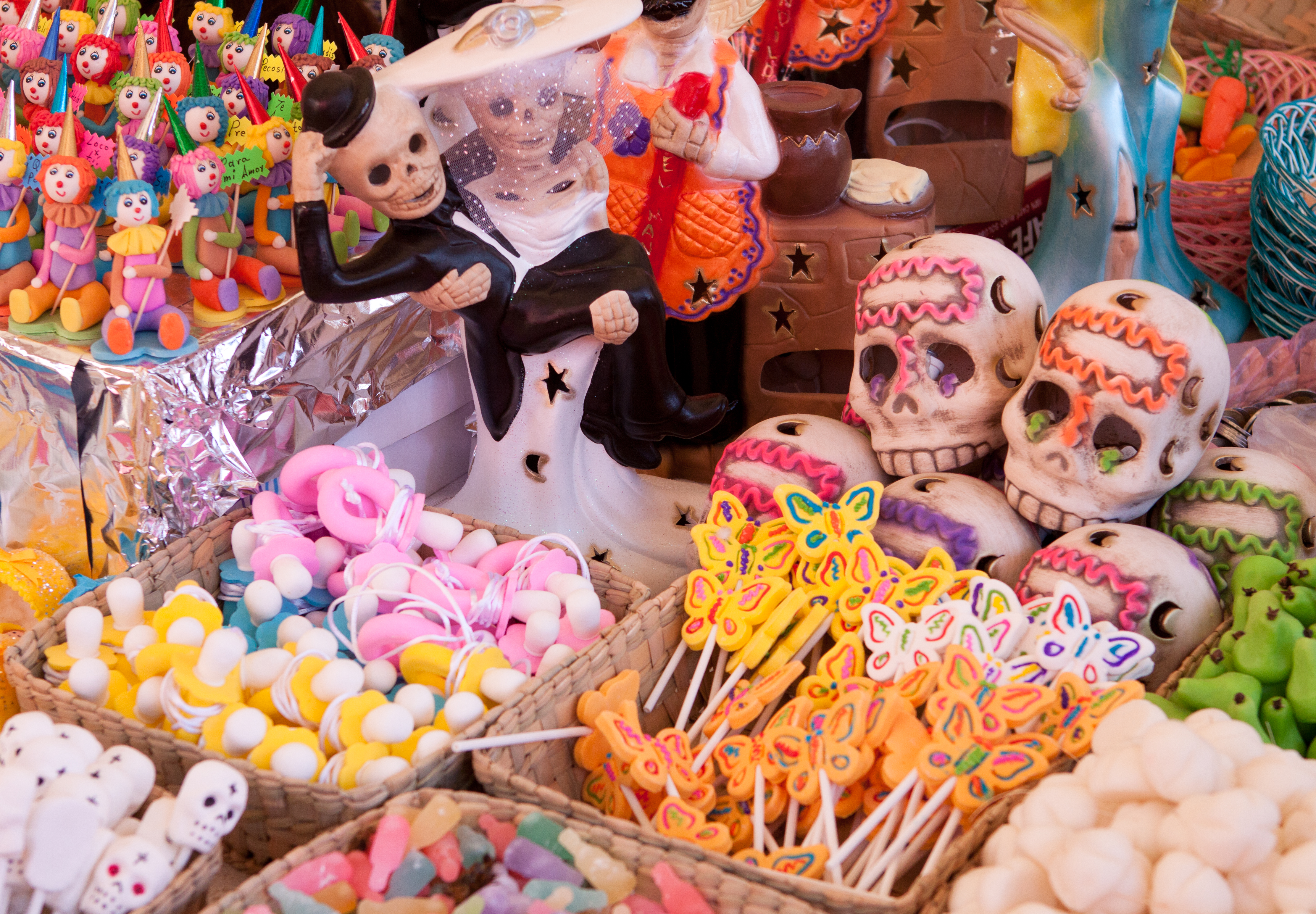
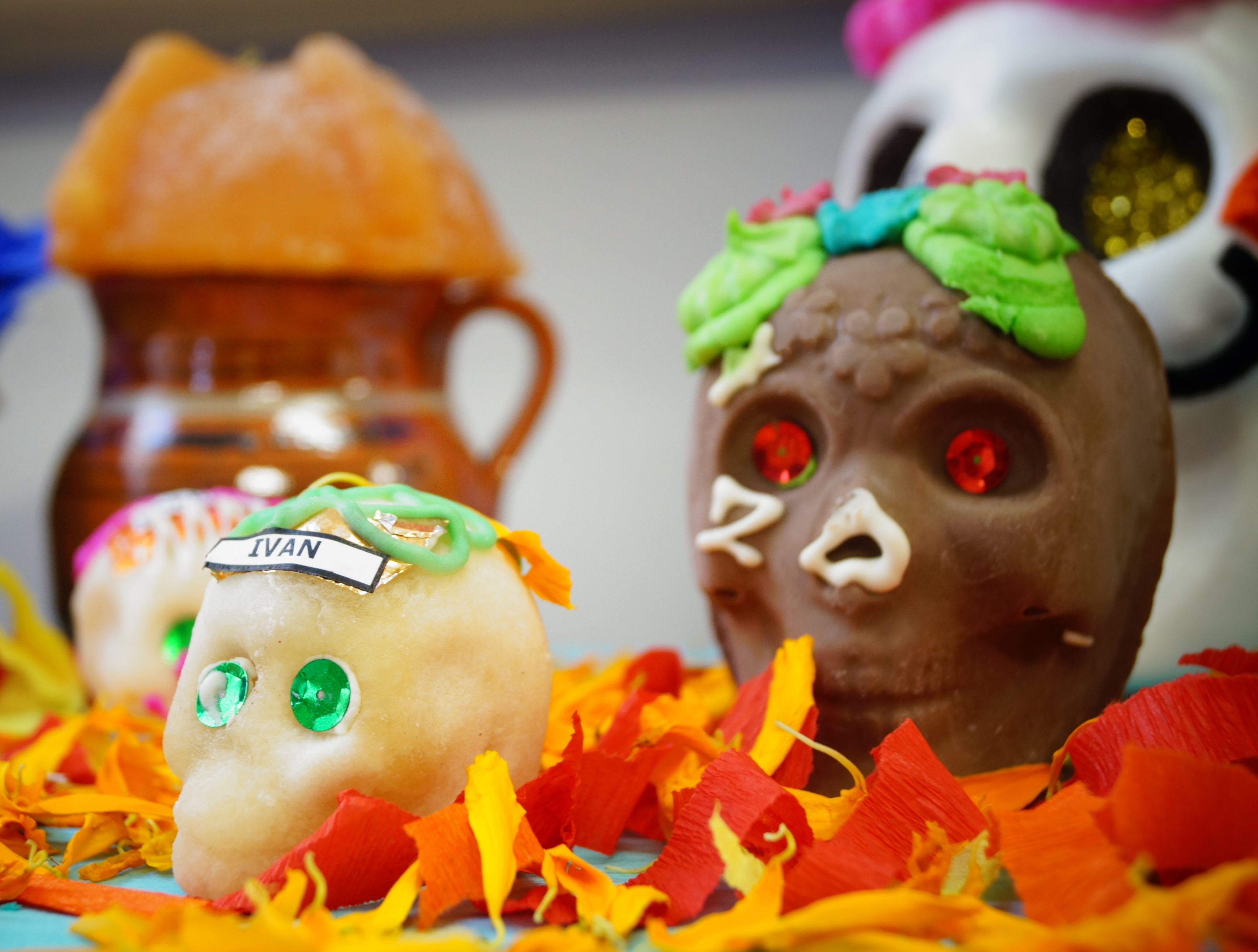
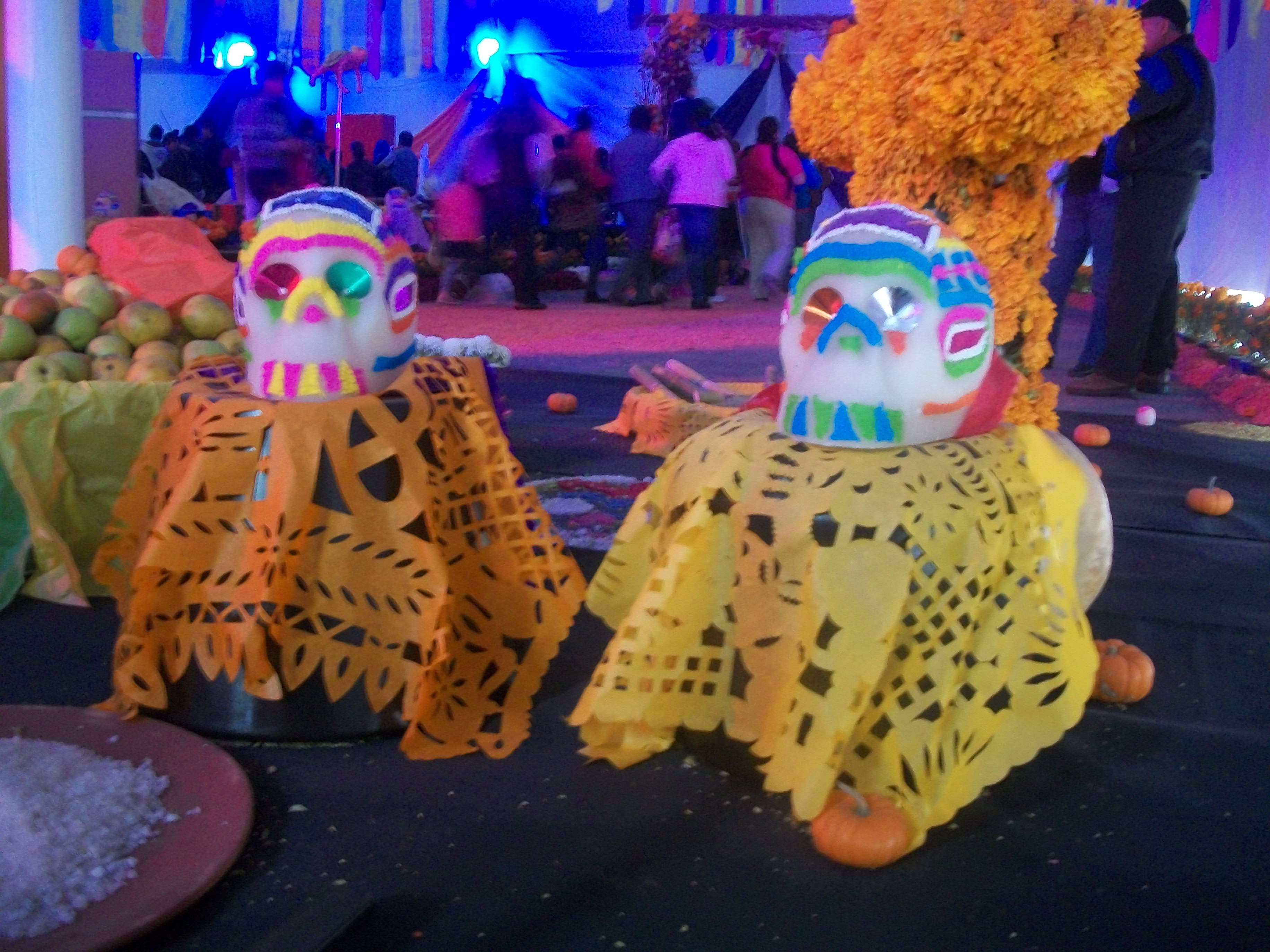
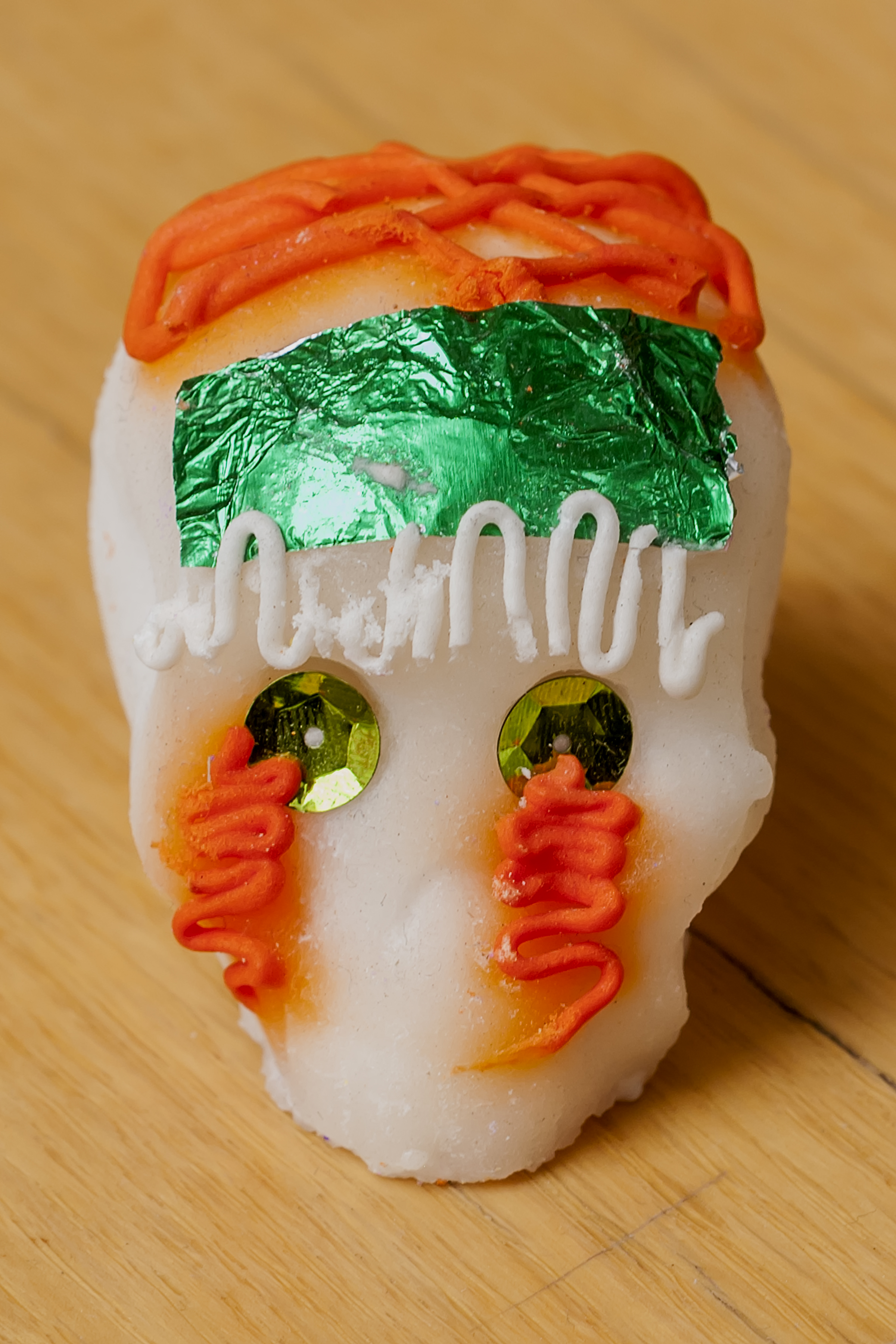
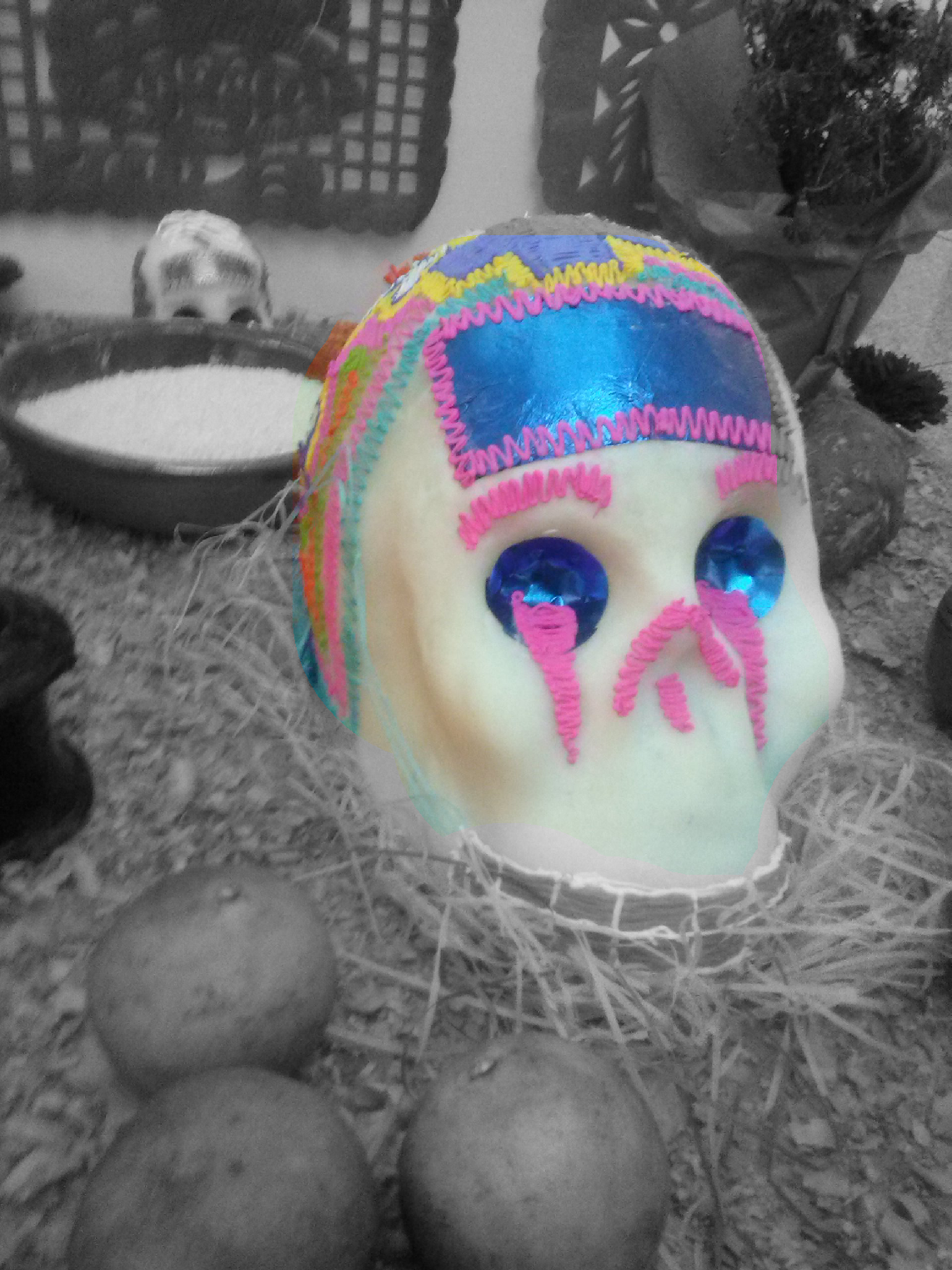
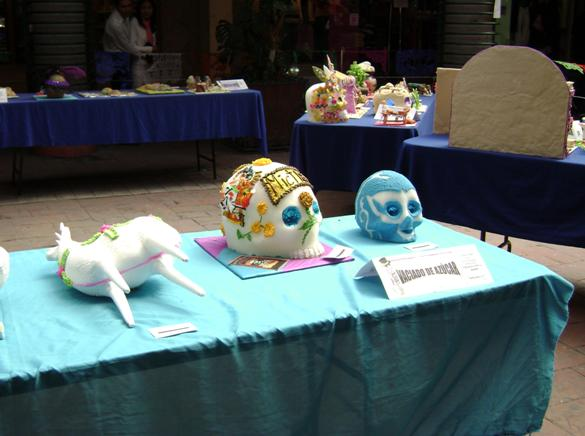
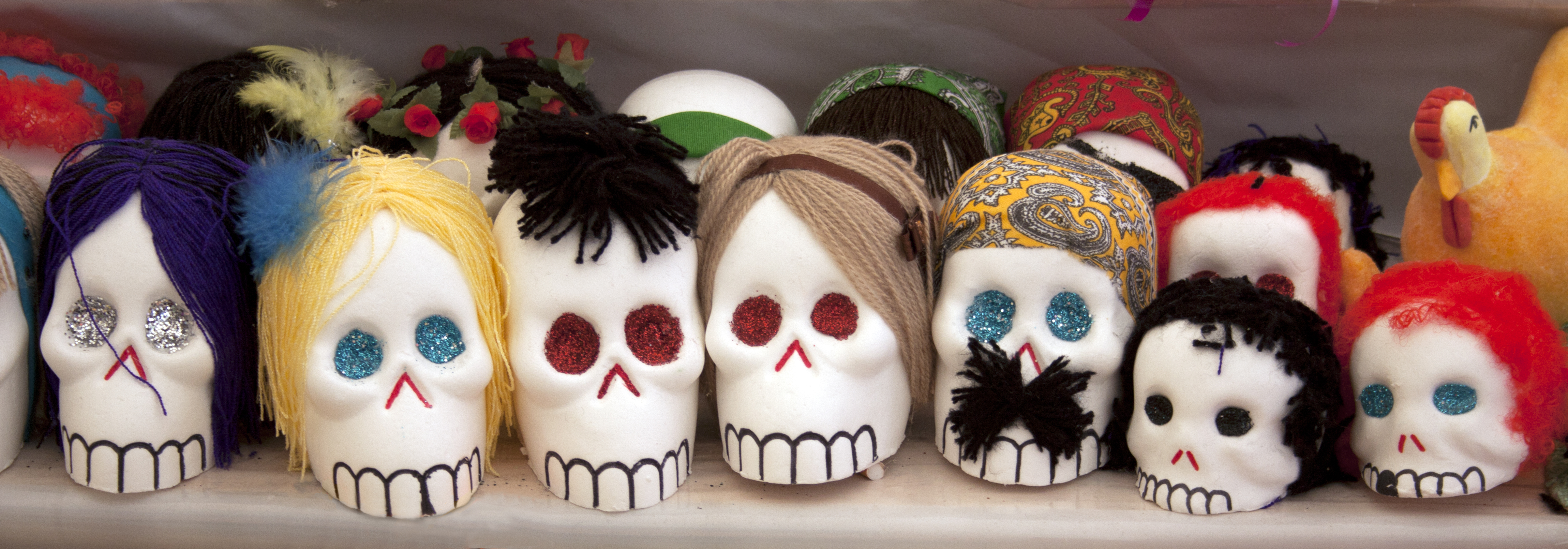
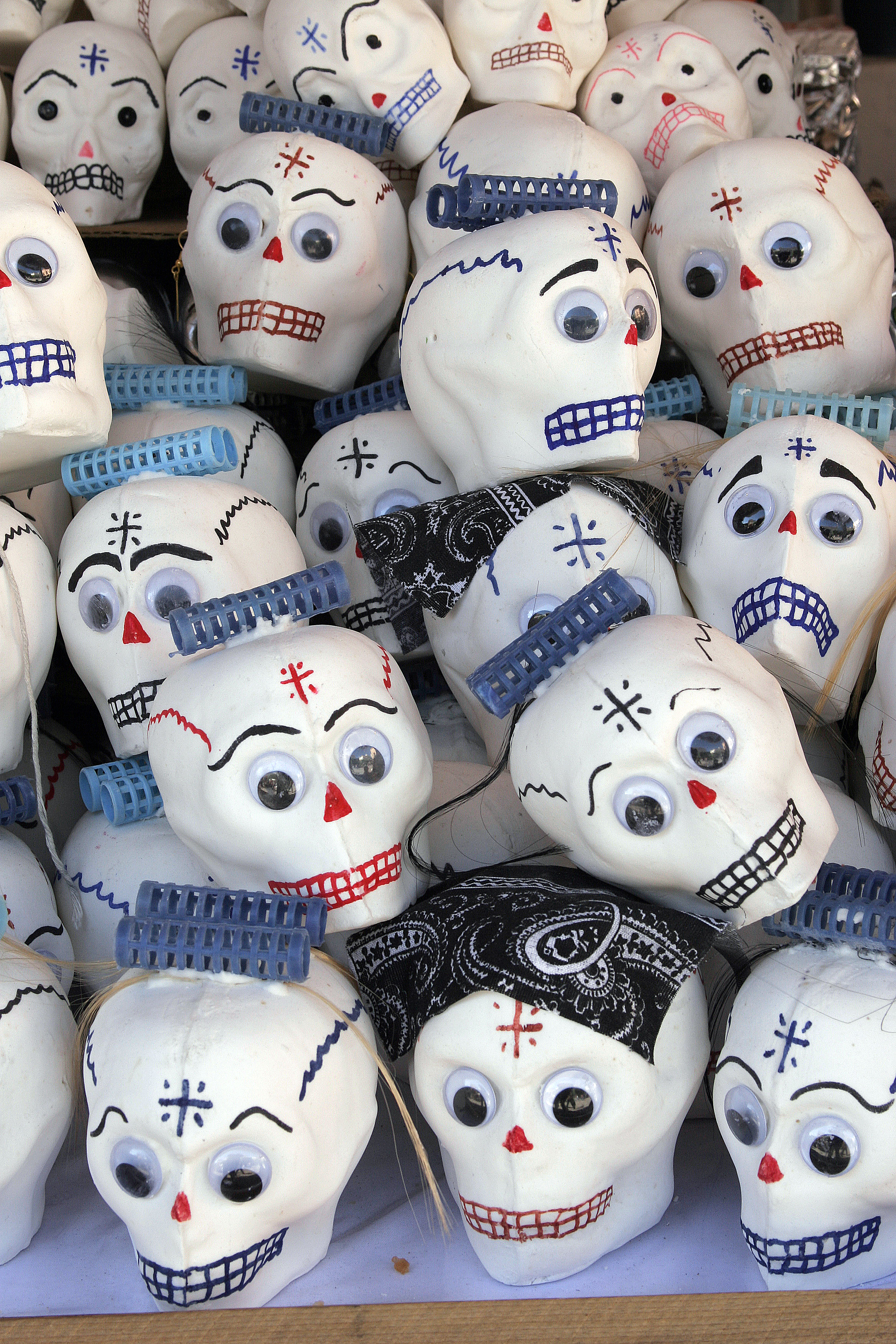
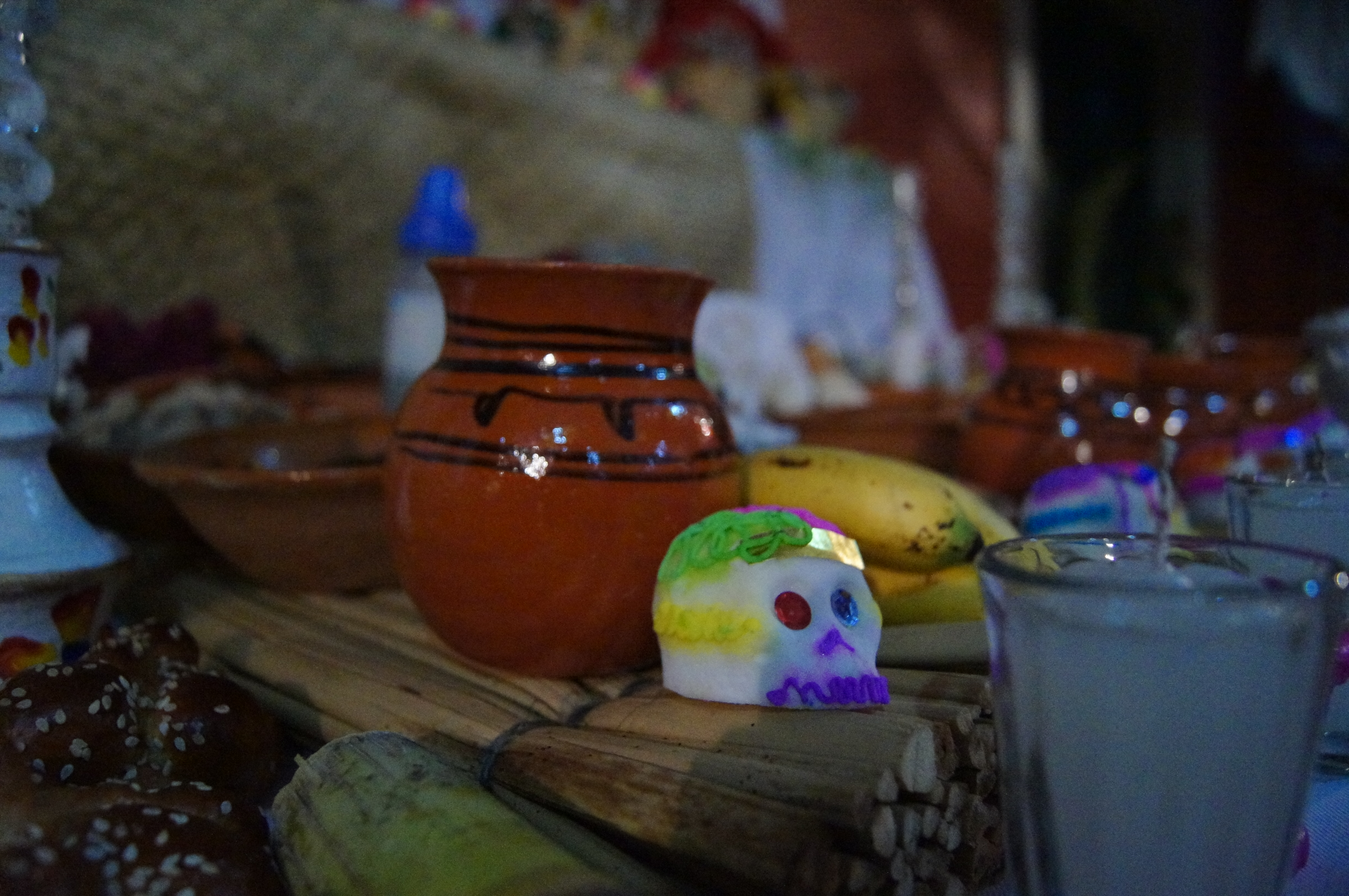
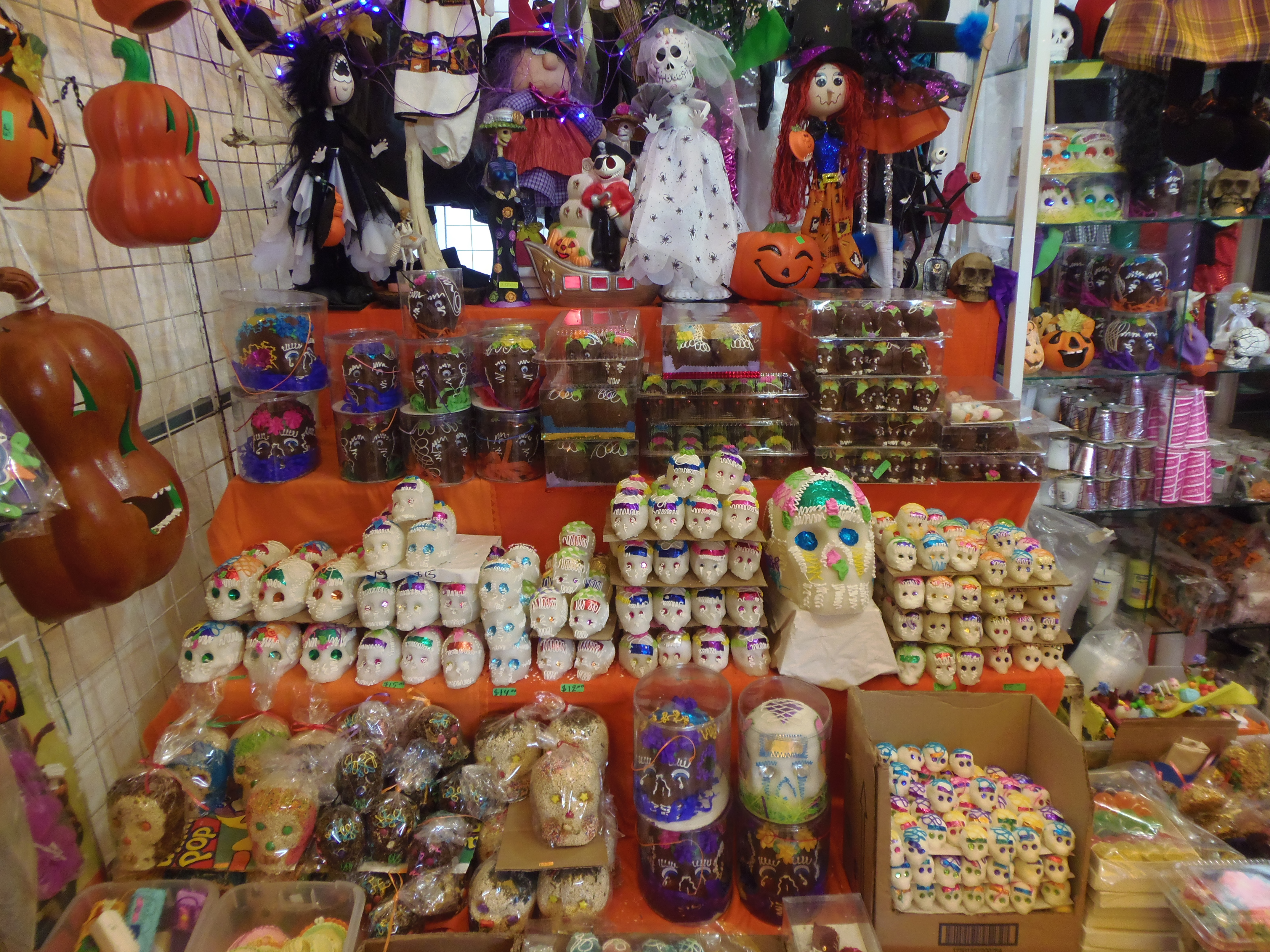
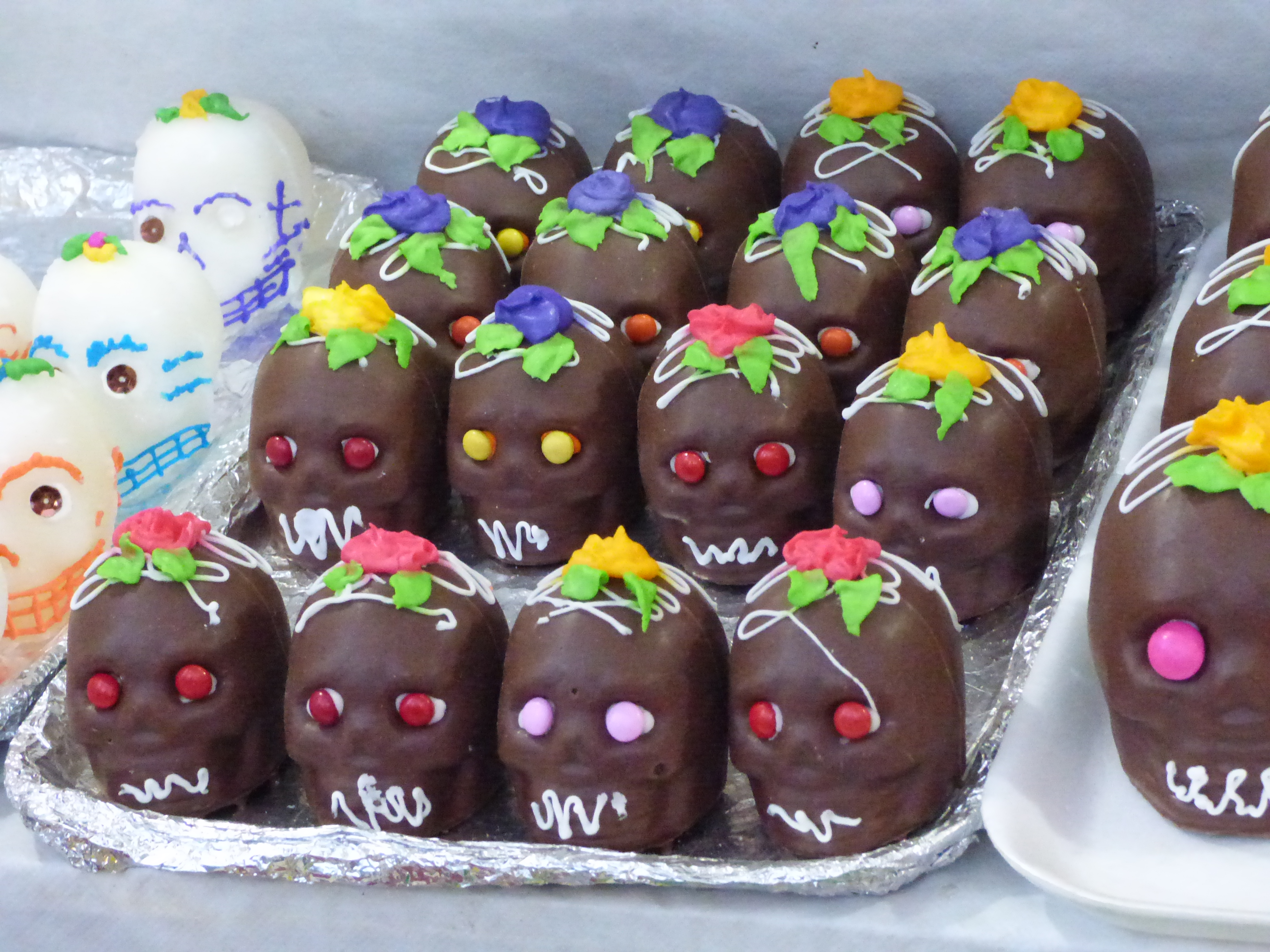
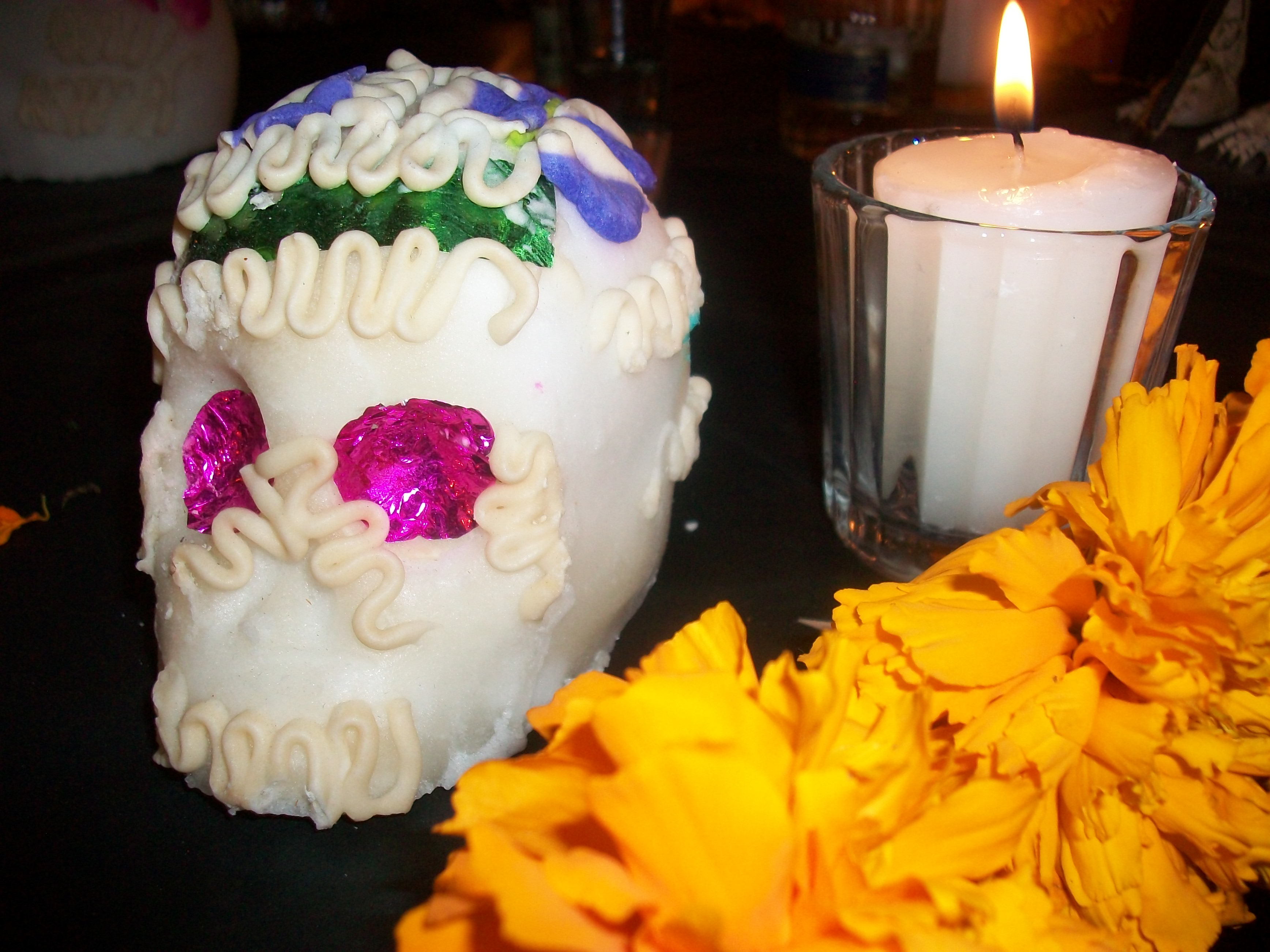
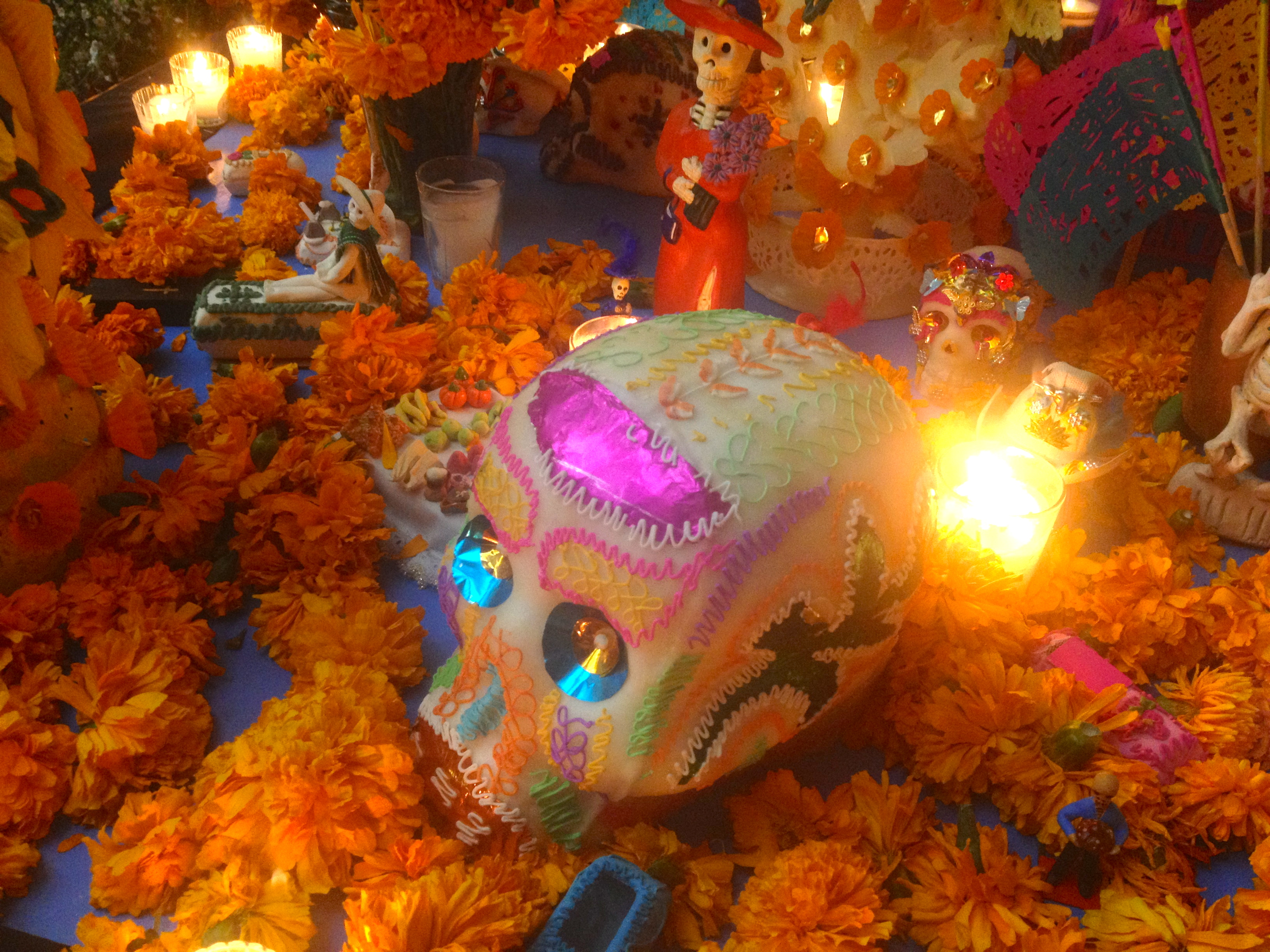

## روابط خارجية
Sugar skull resource site
Information about Jose Guadalupe Posada, Posada Art Foundation